# دوروثي هودجكن
دوروثي ماري هودجكن (بالإنجليزية: Dorothy Mary Hodgkin)‏ والمعروفة مهنياً باسم (دوروثي كروفوت هودجكن) هي عالمة بريطانية في الكيمياء الحيوية ولدت في 12 مايو 1910 بالقاهرة، وتوفيت في 29 يوليو 1994. يرجع اليها الفضل في تطوير دراسة البلورات بالأشعة السينية، وقد مُنِحت جائزة نوبل في الكيمياء عام 1964.
قدمت تقنية دراسة البلورات بالأشعة السينية، وهي طريقة تستخدم لتحديد هياكل ثلاثية الأبعاد من الجزيئات الحيوية. بينت لها الاكتشافات الأكثر تأثيرا هي التأكد من بنية أو هيكلة البنسلين التي كانت فرضيات للعالمين إرنست تشين وإدوارد إبراهام، وبعد ذلك هيكل فيتامين بي 12 مما جعلها تُصبح ثالث امرأة تفوز بجائزة نوبل في الكيمياء.

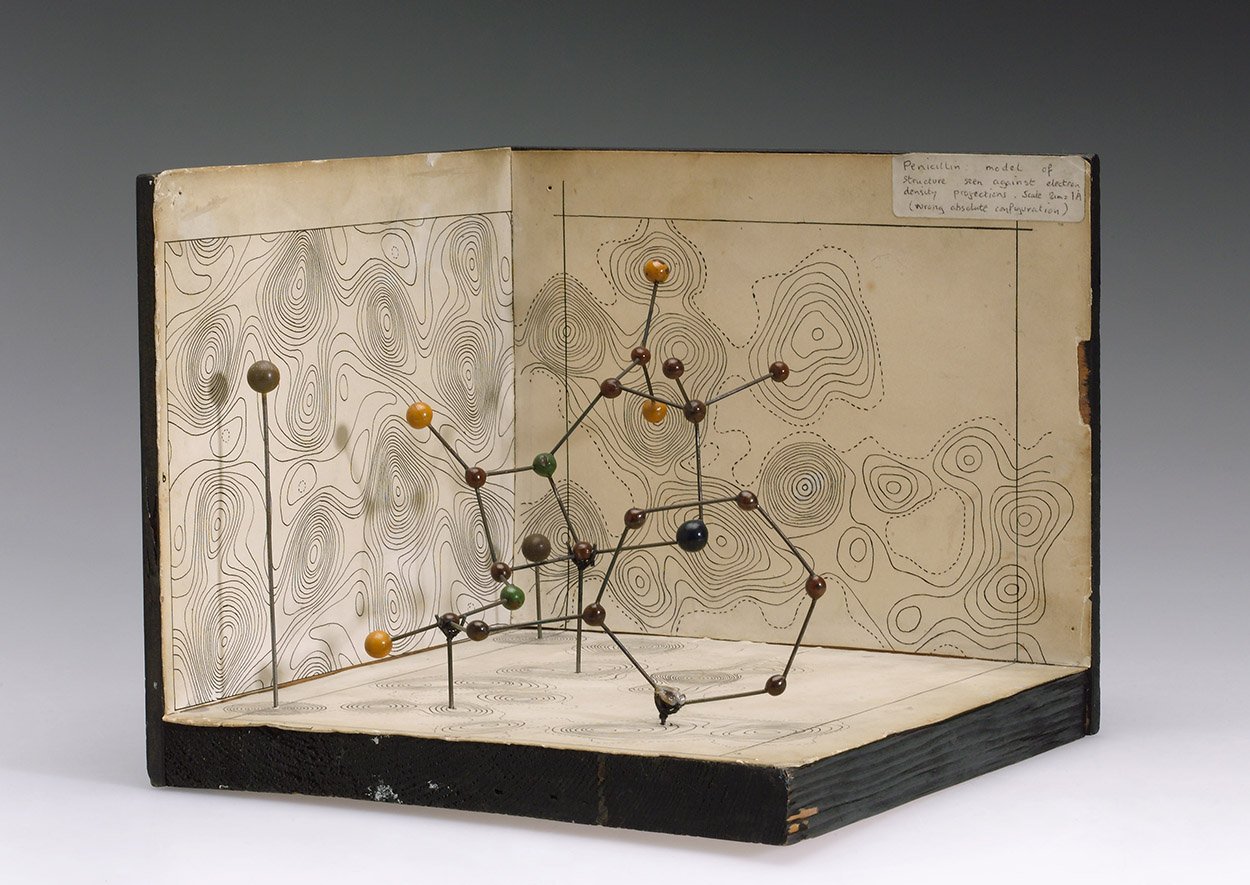
النموذج الجزيئي للبنسلين بواسطة هودجكين ، ج. 1945

وفي العام 1969، بعد 35 عاما من العمل وبعد خمس سنوات على حصولها على جائزة نوبل، تمكنت من فك رموز هيكل الأنسولين. أصبحت تقنية دراسة البلورات بالأشعة السينية أداة تستخدم على نطاق واسع، وأصبحت لاحقاً هذه التقنية حاسمة في تحديد هياكل العديد من الجزيئات البيولوجية حيث أن معرفة هيكل أمر بالغ الأهمية لفهم وظيفته. وتعتبر أنها واحدة من العلماء الرواد في مجال دراسة البلورات بالأشعة السينية للجزيئات الحيوية.

## نشأتها
ولدت دوروثي في 12 مايو 1910 ، في القاهرة في مصر، لأب يدعى (جون وينتر كروفوت) (1873 - 1959)، وهو عالم اثار وباحث كلاسيكي. وأمها تدعى (غرايس كروفوت) (1877 – 1957)، وهي كذلك عالمة آثار وخبيرة في المنسوجات المصرية القديمة. عاشت أول أربع سنوات من عمرها مع الجالية الإنجليزية في مصر وكانت تذهب إلى إنجلترا فقط لعدة أشهر في السنة. عاشت الحرب العالمية الأولى في إنجلترا وكانت تتنقل بين عائلة والديها وبين الأصدقاء ولكنها كانت بعيدة عن والديها. بعد انتهاء الحرب قررت والدتها العودة إلى إنجلترا والاعتناء بابنتها جيدا ووصفت دوروثي تلك الفترة بأنها أجمل لحظات حياتها.

## الاكتشافات
تتمثل اكتشافاتها، باستخدام تقنيات الأشعة السينية، لبنية جزيئات حيوية هامة منها الپنسلين (1946)، ڤيتامين ب-12 (1956)، وهرمون البروتين إنسولين (1969). كما تضمنت انجازاتها تطوير طرق جعلت تحديد البنى الجزيئية ممكنًا.

## التعليم والأبحاث
في سنة 1921 التحقت بمدرسة ليمان وكانت تسافر بانتظام إلى الخرطوم والقاهرة لزيارة والديها. ودخلت كلية سمرفيل وهو أحد كليات جامعة أكسفورد وكان لا يقبل فيه إلا الإناث. درست بعد ذلك في جامعة كامبردج تحت إشراف جون برنال. في سنة 1934 عادت إلى جامعة اكسفورد وعملت باحثة في كلية سمرفيل وذلك إلى سنة 1977. كما تم تعيينها في المجتمع الملكي سنة 1960.

## تكوين الأنسولين
كان الانسولين من أهم مواضيع أبحاثها.وقد بدأت في عام 1934 عندما عرضت عينة صغيرة من الانسولين البلورية من قبل روبرت روبنسون.

## حياتها الخاصة
رباها والداها بطريقة محافظة وأرادا أن تكون لها مهن لها طبعة إنسانية.كالطب البشرى والتمريض وبدأت تهتم بالكيمياء منذ الصغر وكانت أمها تنمي لها حبها للعلوم بصفة عامة.

## التكريم

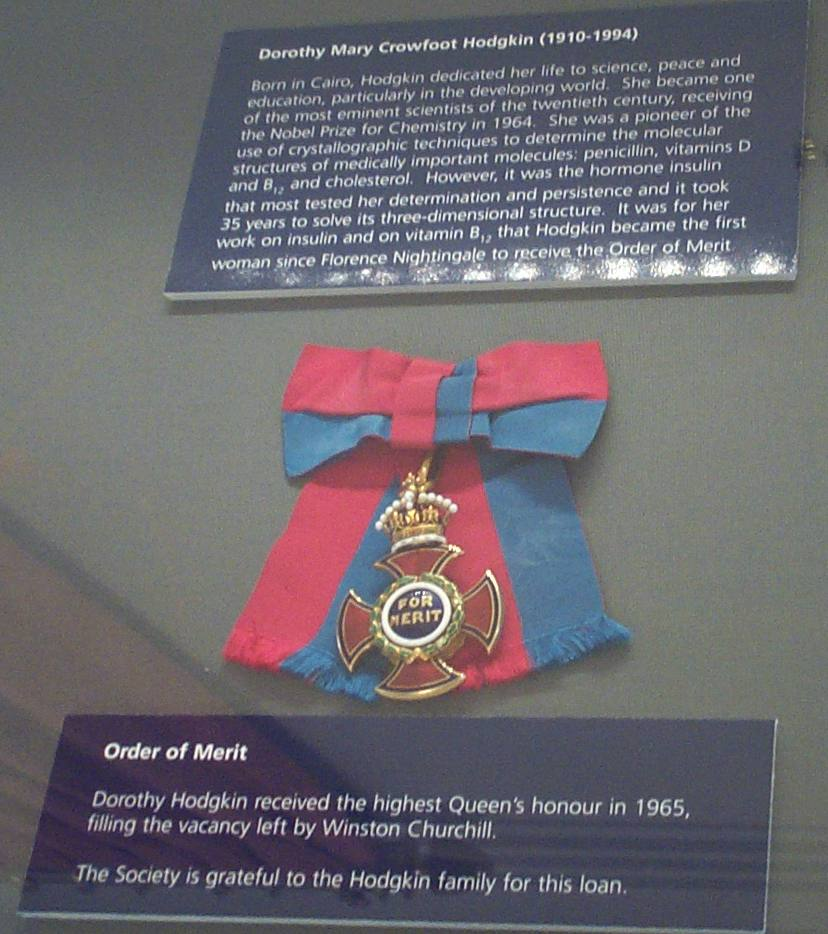
وسام الاستحقاق

نالت جائزة نوبل في الكيمياء لسنة 1964 على أعمالها في مجال التبلور وعلى ميدالية كوبلي سنة 1976. في سنة 1965 تحصلت على وسام الاستحقاق خلفا لونستون تشرشل.

## وصلات داخلية
- قائمة الحاصلين على جائزة نوبل في الكيمياء
- قائمة السيدات الحاصلات على جائزة نوبل

## وصلات خارجية
- دوروثي هودجكن على موقع الموسوعة البريطانية (الإنجليزية)
- دوروثي هودجكن على موقع مونزينجر (الألمانية)
- دوروثي هودجكن على موقع إن إن دي بي (الإنجليزية)
- The People's Archive interview
- CWP - Dorothy Hodgkin in a study of contributions of women to physics
- Review of Ferry's biography on the Pugwash website
- Encyclopaedia Britannica, Dorothy Crowfoot Hodgkin
- Dorothy Crowfoot Hodgkin: A Founder of Protein Crystallography
- Nobel Prize 1964 page
- Her determinations by X-ray techniques of the structures of important biochemical substances.
- Dorothy Hodgkin Postgraduate Awards
- حوار مسز هودجكن مع المفكر السوداني محمود محمد طه http://www.alfikra.org/interview_page_view_a.php?talk_id=9&page_id=1